# Zsombó
Zsombó è un comune dell'Ungheria di 3.331 abitanti (dati 2001). È situato nella contea di Csongrád-Csanád.